# Ламеевка (деревня)
Ламеевка — исчезнувшая деревня в Молчановском районе Томской области России. Входила в состав Суйгинского сельского поселения. Упразднена в 2014 г.

## История
Основана в 1914 г. В 1926 году состояла из 11 хозяйств, основное население — русские. В составе Смолокуровского сельсовета Молчановского района Томского округа Сибирского края.
В соответствии с Законом Томской области от 9 сентября 2004 года № 196-ОЗ «О наделении статусом муниципального района, сельского поселения и установлении границ муниципальных образований на территории Молчановского района» село вошло в состав Суйгинского сельского поселения.
В 2014 году, согласно Закону Томской области от 17.11.2014 № 153-ОЗ «Об упразднении отдельных административно-территориальных единиц
Томской области и о внесении изменений в отдельные законодательные акты Томской области в связи с упразднением отдельных административно-территориальных единиц Томской области» Ламеевка официально прекратила существование.

## Население
| 1920 | 1926 | 2002 | 2008 | 2012 | 2013 | 2014 |
| ---- | ---- | ---- | ---- | ---- | ---- | ---- |
| 85   | ↘72  | ↘8   | ↘2   | ↘0   | →0   | →0   |